# 尼泊尔雅蛛
尼泊尔雅蛛（学名：Yaginumaella nepalica）为跳蛛科雅蛛属的动物。分布于尼泊尔以及中国大陆的西藏等地，常见于草丛。该物种的模式产地在尼泊尔。